# Proud (Tamara Todevska-sang)
"Proud" er en sang af den makedonske sanger Tamara Todevska. Hun skal udføre sangen i Eurovision Song Contest 2019 i Tel Aviv. Selv om sangen oprindeligt var planlagt til at blive frigivet den 4. marts 2019, blev udgivelsesdato udskudt til dagen før den 8. marts 2019, for at falde sammen med den kvindernes internationale kampdag, i en erklæring udgivet på den makedonske delegationens Twitter-konto.